# Jack Richard Williams
John « Jack » Richard Williams, né le 29 octobre 1909 à Los Angeles (Californie) et mort le 24 août 1998 à Phoenix (Arizona) est un animateur de radio et un homme politique américain, membre du Parti républicain. Il est gouverneur de l'Arizona entre 1967 et 1975